# Фріапат (цар Парфії)
Фріапат (парф. Friapāt)(близько 191 р. до н. е. — близько 176 до н. е.) — третій з відомих династів-Аршакідів. З античних джерел щодо Фріапата відомо лише те, що він правив парнами п'ятнадцять років, залишаючись весь цей час вірним васалом Селевкідів, та був батьком Фраата I і Мітрідата I. Питання походження Фріапата наразі залишається відкритим. Нижче наведено дві найаргументованіші гіпотези.

#### 1.Фріапат— онука Тірідата, братаАршака I
Ця гіпотеза ґрунтується на написі з остракону № 1760, а саме: 
| «Рік 157, цар Аршак, онука Фріапатака, сина небожа Аршака»[2] |
Наразі ця гіпотеза є чи не найпоширенішою.

#### 2.Фріапат— синАршака II
Прихильники цієї версії апелюють до двох інших джерел, а саме до Юстина (Iust. XLI. 6. 9), який називає Аршака I лат. proavus (укр. прадід, ширше — пращур)  Мітрідата, сина Фріапата та напису на остраконі № 2-L зі Старої Ніси: 
| «Аршак цар, син онука Аршака»[4] |
«Аршака царя» цього остракону небезпідставно ототожнюють з Мітрідатом I, який перший з Аршакідів прийняв титул цар (грец. βασιλεύς) та, власне, захопив Стару Нісу, яка до нього парнам ніколи не належала і, важливо, найвирогідніше саме Мітрідат I започаткував відлік за «ерою Аршака», хоча у цьому остраконі названа ера ще не згадується. У такому випадку під «онуком Аршака» слід розуміти Фріапата, який, за цією гіпотезою, не ідентичний Фріапатаку остракона № 1760. Можливо власне це й пояснює застосування імені у цьому остраконі з денумітивним суфіксом -ak. Отже, ця гіпотеза, не зважаючи на менше поширення, залишається найбільш аргументованою.
Як би не було, але по смерті Фріапата у 176 р. до н. е. влада перейшла до його старшого сина Фраата.